# Naica
Naica är en ort i Mexiko.   Den ligger i kommunen Saucillo och delstaten Chihuahua, i den nordvästra delen av landet, 1 100 km nordväst om huvudstaden Mexico City. Naica ligger 1 325 meter över havet och antalet invånare är 5 494.
Terrängen runt Naica är platt åt nordost, men åt sydväst är den kuperad. Runt Naica är det mycket glesbefolkat, med 7 invånare per kvadratkilometer. Det finns inga andra samhällen i närheten. Trakten runt Naica består till största delen av jordbruksmark.